# Гелен Фарр Слоан
Гелен Фарр Слоан (англ. Helen Farr Sloan; нар. 24 лютого 1911 — пом. 13 грудня 2005) — американська меценатка в галузі мистецтва, досвідчений педагог, талановита художниця, друга дружина американського художника-імпресіоніста Джона Слоуна.
Протягом більше 50 років Гелен Фарр Слоан створювала образ американського філантропа. У 1951 році після смерті свого чоловіка, Джона Слоана, одного з найвідоміших американських художників 20 століття, Гелен організувала благодійний фонд образотворчих мистецтв, який здійснював допомогу місцевим, регіональним, національним та міжнародним мистецьким організаціям. Фонд був відомий підтримкою перш за все жінок, які працюють в галузі історії мистецтв і музейних досліджень.

## Життєпис
Гелен народилася 1911 року в Нью-Йорку, в родині хірурга Чарльза Фарра і Гелен Вудхал Фарр. У 1929 році закінчила середню школу в престижному навчальному закладі для дівчат, Brearley School. Батьки хотіли, щоб Хелен закінчила коледж Брін-Мар, але дівчинка точно знала з самого дитинства, що хоче присвятити своє життя мистецтву. Гелен вивчала анатомію в медичному коледжі Корнельського університету, а також навчилася ткацтва, гончарної справи, металообробки, різьблення по дереву та виготовлення ювелірних виробів в університетській ремісничій лізі.
У віці 16 років Гелен вступила до судентської художньої ліги мистецтв Нью-Йорка, де познайомилася і навчилася у Джона Слоана (1871–1951). Він став її товаришем та наставником на все життя. У 1930-х роках Гелен з родиною Слоанів провела кілька років у Нью-Мексико, там вона була активним членом художньої колонії Санта-Фе.
В 1937 році вона вийшла заміж за Вайтта Девіса, брата художника — абстракціоніста Стюарта Девіса. Шлюб тривав недовго. У 1944 році помирає перша дружина Джона Слоана, залишивши його вдівцем у віці 74 років, в цей час Фарр працює начальником художнього відділу у ньюйорській школі Найтінгейл-Бемфорд. Трохи пізніше в цьому ж році колишній вчитель Гелен зателефонував їй і запросив приєднатися до нього в Санта-Фе. Влітку 1945 року Фарр перебирається до Санат-Фе, де протягом всього сезону у співпраці з Слоаном працює над книжковим проектом. Перед самим від'їздом Фарр Джон робить їй пропозицію і вони реєструють шлюб у мирового судді.
Шлюб Гелен та Джона тривав всього сім років, з 1945 року до його смерті у 1951 році. Фарр все життя була віддана мистецтву, після смерті чоловіка вона допомогла організувати його посмертну ретроспективу в музеї американського мистецтва Уїтні в Нью Йорку, повернулася до своєї викладацької кар'єри і живопису.
Решту років життя Гелен прожила, підтримуючи наукові праці про історію американського мистецтва і свого чоловіка, жертвуючи музеям його роботи та майно. Вміст його студії і велика бібліотека стали скарбницею для благодійності. Гелен пожертвувала роботи покійного чоловіка Делаверському університету, музею Сьюелла в Довері (штат Делавер), Національній галереї мистецтв, Центру образотворчих мистецтва Колорадо-Спрінгз, музею мистецтв Катона, Нью-Йорку та інших.
Мистецькі твори самої Гелен Фарр Слоан зберігаються в приватних і державних колекціях, включаючи фонди Художнього музею штату Делавер і Національного музею жіночого мистецтва у Вашингтоні, округ Колумбія.
На початку 1960-х років Фарр викладала мистецтво в середній школі Regis на Манхеттені. Починаючи з 1961 року і до останнього дня життя Гелен Фарр Слоан пов'язували особливі відносини з Художнім музеєм штату Делавер. Завдяки допомозі Гелен у фондах музею з'явилося понад 5000 робіт, включаючи видатну колекцію Джона Слоана, що відображає всі етапи його кар'єри. Це допомогло Художньому музею Делавера стати найбільшим сховищем робіт і центром вивчення творчості Джона Слоана, який був відомий своїми реалістичними зображеннями Нью-Йорка початку століття.
В рамках ініціативи з документування життя і творчих успіхів відомих художників, у 1999 році телекомпанія Teleduction випустила фільм під назвою «Helen Farr Sloan: An Artistic Vision». Першим ініціативу підтримав Художній музей Делавера, він почав використовувати відео як навчальний посібник у своїх галереях. Потім відеоматеріали безкоштовно розповсюджувалися серед станцій мовлення, шкіл і музеїв. Прем'єра фільму відбулася в Художньому музеї Делавера 23 лютого 2000 року.
Гелен Фарр Слоан померла у грудні 2005 року на 95-му році життя в Вілмінгтоні, штат Делавер, США.